# خان الدوير
خان الدوير (بالإنجليزية Khan al-Duwayr) كانت قرية فلسطينية في قضاء صفد. تبعد 35 كيلومتر شمال شرق مدينة صفد، وتقع على ارتفاع 200 متر عن سطح البحر. وقد نشأت على نهر العسل، أحد روافد نهر بانياس. يميز القرية أنها كانت محطّ رحال القوافل التجارية المسافرة بين سورية وفلسطين ولبنان. في نهاية القرن التاسع عشر كانت تتألف خان الدوير من منزلين حجريين قائمان على سفح تل يحيط بهما شجر الزيتون والأراضي المزروعة ويعيش فيهما عشرون شخصاً.

## السكان
بلغ عدد سكان قرية خان الدوير سنة 1931 قرابة 137 نسمة، وفي سنة 1945 وصل عددهم إلى 260 نسمة، أما أبان الاحتلال سنة 1948 فقط وصل عدد سكان قرية خان الدوير إلى 302 نسمة. حسب تقدير تعداد اللاجئين وصل عدد لاجئي القرية سنة 1998 إلى 1852 لاجئ.

## احتلال القرية
نظراً لموقع قرية خان الدير الواقع في أقصى شمال الجليل الشرقي، فيرجّح بألا تكون قد احتلت قبل نهاية عملية يفتاح، في أواخر أيار/مايو 1948. وقد كان الوصول للقرية متاحاً من مستعمرة دفنه اليهودية، التي كانت إحدى نقاط انطلاق الغارات التي شنتها القوات الصهيونية على سورية في ذلك الوقت.

## خان الدوير اليوم
لا توجد مستعمرات إسرائيلية مقامة على أراضي القرية، إلا أن مستعمرتي دفنه ودان اللتين أُنشئتا في سنة 1939، تقعان قريباً من موقع القرية، التي هي اليوم مهجورة تغلب الحشائش، ولم يبق منها إلا خرائب الخان، أما الأراضي المحيطة فيزرعها الإسرائيليون أو يستعملونها مرعى للمواشي.

## وصلات خارجية
- خان الدوير ترحب بكم